# Sheena Is a Punk Rocker/I Don't Care
Sheena Is a Punk Rocker/I Don't Care è un singolo della band punk Ramones edito nel maggio del 1977.
Ha raggiunto la posizione numero 81 nella classifica Billboard Hot 100.
Sheena Is a Punk Rocker risulta alla posizione numero 457 nella lista delle 500 migliori canzoni di tutti i tempi secondo Rolling Stone.

## Significato diSheena Is a Punk Rocker
La canzone, scritta da Joey Ramone, è una delle più popolari canzoni della band e mostra l'influenza che ha avuto il surf rock all'interno della stessa.
Sarebbe dedicata ad una fan del punk rock, Sheena.
Secondo il libro Rock and Roll Baby Names, il titolo sarebbe invece stato ispirato a Joey Ramone da Sheena, Queen of The Jungle, una serie televisiva degli anni cinquanta tratta dal fumetto omonimo.
(Sheena Is a Punk Rocker)

## Formazione
- Joey Ramone - voce
- Johnny Ramone - chitarra
- Dee Dee Ramone - basso
- Tommy Ramone - batteria

## Cover diSheena Is a Punk Rocker
- Questa canzone è anche presente nel film basato sul romanzo di Stephen King Pet Sematary, Cimitero vivente[7]. Nel film, un camionista che di lì a poco investirà un bambino, è distratto dalla canzone trasmessa in radio, cantandola da solo sul mezzo.
- È presente nell'album di cover di Dee Dee Ramone Greatest & Latest in una versione cantata dalla moglie di Dee Dee, Barbara Ramone.
- I Rancid l'hanno reinterpretata nell'album tributo ai Ramones intitolato We're a Happy Family.
- Nel 2004 Eddie Vedder, fan di lunga data dei Ramones e grande amico di Johnny Ramone, cantò questa ed altre canzoni della band (insieme a Steve Jones dei Sex Pistols, Henry Rollins dei Black Flag, Tim Armstrong dei Rancid, i Red Hot Chili Peppers ed altri ancora) durante un concerto tributo ai Ramones per il trentesimo anniversario della fondazione del gruppo, che venne poi immortalato nel film-documentario Too Tough to Die: a Tribute to Johnny Ramone[8].
- È stata reinterpretata anche da Josie Cotton nell'album di cover dei Ramones per bambini Brats on the Beat del 2006.
- Nel 2009 la band newyorkese Yeah Yeah Yeahs capitanata da Karen O ne realizza una cover per la compilation War Child Heroes.